# Потен, Николя Мари
Николя Мари Потен (фр. Nicolas Marie Potain; 1723, Париж — 29 декабря 1790, Шуази-ле-Руа) — архитектор французского неоклассицизма, рисовальщик, живописец и гравёр, друг и сотрудник Жак-Анжа Габриэля по работе в ведомстве Королевских построек (Bâtiments du roi) при Людовике XV. Один из непосредственных предшественников архитектуры ампира, автор «Трактата об архитектурных ордерах». Много трудился по королевским заказам, разрабатывал проекты гражданских и церковных зданий, из которых лишь немногие были построены, отвечал за управление замком Фонтенбло, а также проектировал ряд построек по заказам частных лиц, большая часть из которых не сохранилась. Тем не менее, его проекты имели большое влияние, в частности, на Ж. Ф. Тома де Томонa и его проект Биржи на стрелке Васильевского острова в Санкт-Петербурге.

## Происхождение и семья
Николя Мари был сыном королевского плотника. По линии матери приходился родственником скульпторам Никола и Гийому Кусту. Его сестра Женевьева вышла замуж за архитектора Габриэля де Лестрада, затем за предпринимателя Шарля-Пьера Пекуля, свойственника живописца Давида. Потен был женат на Марии-Луизе Ле Саше (ок. 1725—1816), дочери месье Ле Саше, личного секретаря архитектора Жак-Анжа Габриэля, и племяннице архитектора Жана-Батиста Деларю. Между 1754 и 1759 годами она родила ему пятерых детей, двоих дочерей и троих сыновей:
- Мария-Адриана (род. 1754) сначала вышла замуж за предпринимателя Пьера-Филиппа Леру, затем, овдовев в очень молодом возрасте, снова вышла замуж в 1777 году за архитектора Пьера Руссо. Сохранились два портрета г-жи Руссо и её дочери: один — работы её младшего брата, Виктора Потена, и другой, более ранний по времени написания, работы г-жи Виже-Лебрен.
- Никола (1755—1788).
- Тереза-Франсуаза (1757—1845) в 1782 году вышла замуж за скульптора Лорана Ролана.
- Мари-Габриэль (1758—1793), морской офицер, умер на Сан-Доминго.
- Виктор Максимильен (1759—1841), исторический живописец, лауреат Римской премии 1785 года, был женат на Терезе-Женевьеве Таверне[5].

Николя Мари Потен был прадедом медика Пьера Карла Эдуара Потена (1825—1901), одного из основоположников кардиологии.

## Жизнь и творчество
Николя Мари Потен получил образование в Королевской академии архитектуры. В 1738 году получил Римскую премию по живописи за картину «Въездные ворота в большой город». После этого отправился в Рим за государственный счёт и всё ещё находился там в 1745 году, то есть семь лет спустя. В Риме Потен подружился с гравёром Шарлем-Николя Кошеном и познакомился с архитекторами Жаном-Лораном Леже, Максимилиеном Бребионом и Николя-Анри Жарденом.
Вернувшись во Францию, Потен в 1747 году опубликовал «Трактат об ордерах» (фр. «Traite des Ordres d'Architecture»), в котором он утверждал непреходящее значение классических архитектурных ордеров в современной архитектуре. Годом позже мы находим его в числе сотрудников придворного архитектора Ж.-А. Габриэля. В этом качестве Потен участвовал в создании ансамбля площади Согласия в Париже в 1754—1770 годах.
В апрель 1762 года, по просьбе епископа Реннского, Потен, в компании Суффло, отправился в Бретань, чтобы оценить состояние кафедрального собора Сен-Пьер в Ренне, которому грозило обрушение по причине ветхости. На месте оба архитектора пришли к выводу, что безопаснее всего будет построить собор практически заново. Проект перестройки за авторством Потена был одобрен королём Людовиком XV в том же году. К 1768 году был снесён старый собор, однако на строительство нового денег не нашлось и проект был временно заморожен.
В 1764 году Потен представил свой самый известный проект: церкви Сен-Жермен для Сен-Жермен-ан-Ле. Строительство церкви началось в ноябре 1766 года. Этот проект также не был доведён до конца по не зависящим от архитектора причинам, а сам он в утешение получил должность главного смотрителя строений королевского дворца в Фонтенбло. Там он, вместе с зятем, Пьером Руссо построил новое здание между галереей Франциска I и садом Дианы, чтобы расширить королевские покои.
Для маркиза де Мариньи в замке Менар Потен разработал проект павильона-ротонды, предназначенного для места под названием Ронд-де-Кур. Для маркиза в 1768 году Потен работал вместе с Шарлем де Вайи и Мишелем-Бартелеми Азоном — к которым маркиз в 1768 году конфиденциально запросил проекты китайского бельведера.
В Париже Потен построил для маркиза де Кастри небольшой «Hôtel de Castries», который в 1772 году был сдан в аренду принцу де Рогану, а в 1778 году — герцогу Гинскому. Этот отель был разрушен в XIX веке во время строительства здания Министерства сельского хозяйства.
С 1772 года Потен строил между Шартром и Шатоденом замок Монбуазье для виконтессы Монбуазье, урождённой Марии Шарлотты Мадлен-Бутен. Это было внушительное здание из кирпича и камня с центральным куполом. Во время Французской революции замок был конфискован у владельцев, продан с молотка и разобран на кирпич и камень. Ныне он известен только по гравюрам. Уцелели лишь въездные ворота с павильонами и парк.
В 1776 году Потен представил два проекта Дворца биржи в Нанте. Однако заказчик предпочёл объединить Биржу и театр в одну композицию, что привело к спорам и отказу от проекта Потена. В том же году Потен был назначен королевским строительным инспектором, отвечавшим за замок Фонтенбло. Королева Мария-Антуанетта хотела модернизировать свои покои. Ричард Мике нарисовал эскизы турецкого будуара, которые он доверил Потену.
В 1780 году Николя Мари Потен принял участие в конкурсе на реконструкцию Версальского дворца. Его проект сохранился, но, судя по всему, он не был оплачен. В Школа изящных искусств (Париж) Школе изящных искусств в Париже хранятся шесть его рисунков для «концертного зала».

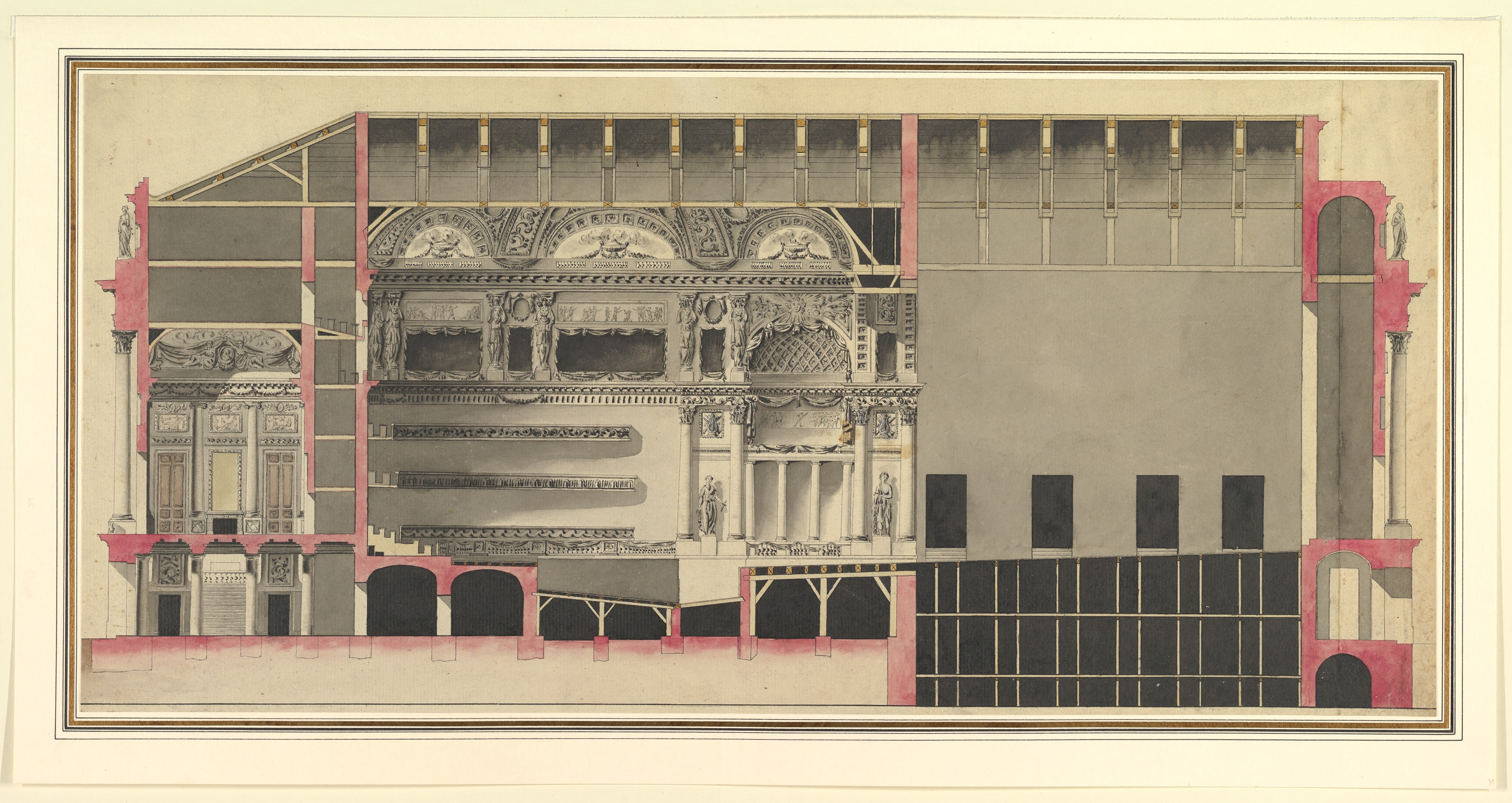
Проект театра. Разрез по продольной оси. Метрополитен-музей, Нью-Йорк
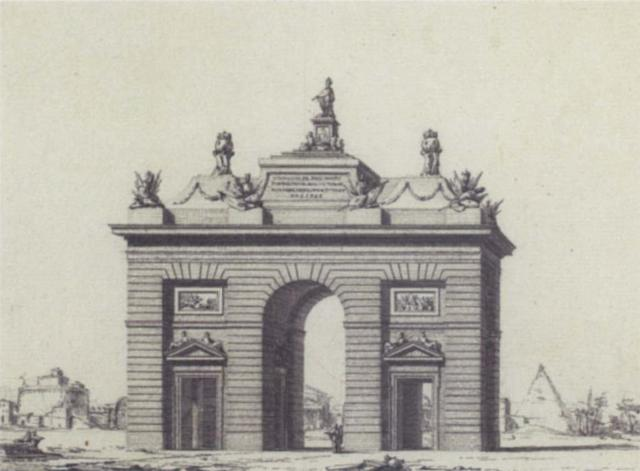
Проект триумфальной арки, увенчанной статуей Людовика XV. Частное собрание
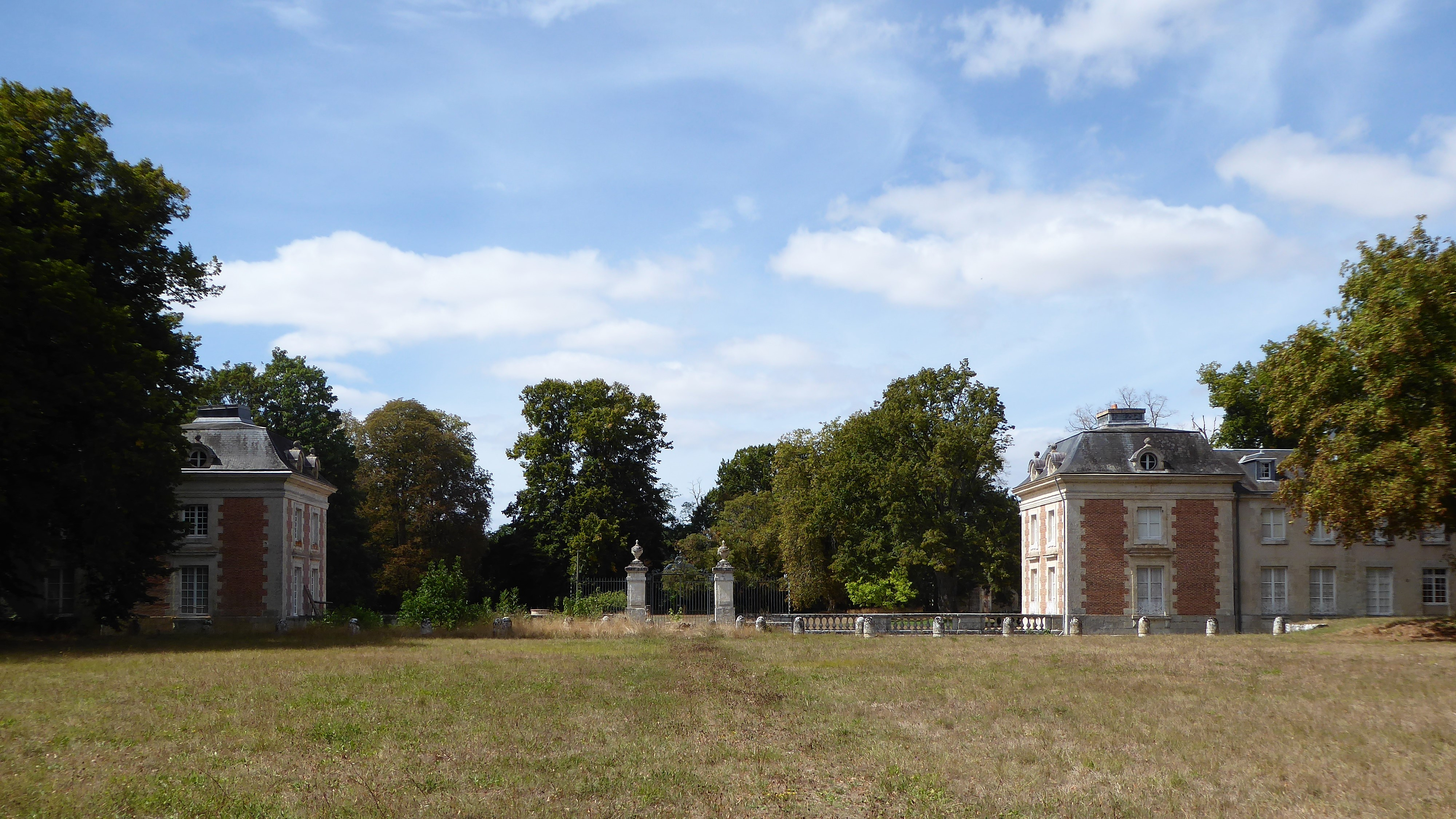
Въездные ворота замка Монбуазье. Эр и Луар, Франция